# 〜元気の出るごはん〜タチ喰い!
『〜元気の出るごはん〜タチ喰い!』（げんきのでるごはん たちぐい）は、日本のテレビドラマ。2019年3月19日 - 3月26日まで毎週火曜（月曜深夜） 00:12 - 01:00（『ソコアゲ★ナイト』月曜）に、テレビ東京およびオフィスクレッシェンドの制作により、テレビ東京系で放送される。

## 概要
地上波テレビドラマ初演出となるAV監督のカンパニー松尾を演出に起用し、一人称妄想ドラマとして主人公の主観映像で物語を展開する全4話のオムニバス形式のドラマ作品。脚本も松尾が執筆しているが、設定を守りつつも打ち返しはほとんどアドリブで、元からアドリブのシーンも用意するなど、松尾の得意とする演出スタイルを取り入れている。
AV監督の起用、主観映像での演出など主演の一人である森咲は「テレ東さんはめちゃくちゃチャレンジした」と述べており、テレビ東京サイドも謝る準備はしているとインタビューで回答している。またAV現場ではスタッフが限られるため編集、衣装なども監督が関わるが、本作でも松尾が積極的に関わっている。

## あらすじ
手料理を作ってくれる相手と知り合えるマッチングアプリ“コレゴハ”。最初は間違って登録してしまったアプリだったが、夢のようなアプリだと気付いた主人公・ハジメは、アプリを使い自宅へ美女を招き、精力がつく「タチ喰い」料理を作ってもらう。
多忙な料理研究家の家に生まれたハジメの家には、料理器具一式はそろっているものの、愛のこもった手料理に飢えていた。

## 登場人物
ハットリハジメ
演 - カンパニー松尾（手と声だけの出演）、心の声 - ジョーブログ・ジョー（エンディングテロップでは「JOE VLOG」名義）
29歳のプログラマー。彼女なし。料理研究家の母親が多忙のため手料理を食べたことなく育ち、女性の手料理に憧れている。好きな料理は外食で食べられない、いわゆる普通のカレーライス。セクシー女優の三上悠亜ファンで、部屋には彼女のポスターが貼ってある。酒に弱く、誘われても断っている。
智美
演 - 森咲智美
1話ヒロイン。アボカドinハンバーグを作ってくれるエロい女性。実はバツイチ。
マツリ
演 - 桐谷まつり
2話ヒロイン。ハジメがカレーライス好きと知り牡蠣カレーを作りもてなす、おさげのメガネ女子。家に着くなり服を脱ぎだす。
梨菜
演 - 橋本梨菜
3話ヒロイン。作る料理はスタミナ手巻き寿司。菜の花のタラコマヨ和えを作る“中野の黒ギャル”。
三上悠亜
演 - 三上悠亜
4話ヒロイン。ハジメの憧れのセクシーアイドル。お忍びで“コレゴハ”に登録していた。ハジメに最強スンドゥブチゲを作ったあと、アイドル時代の回想、セクシーアイドルになった理由を話す。
スーパーの店員
演 - スーパー・ササダンゴ・マシン
近所のスーパー、スーパー丸正・中野店の店員。なぜか覆面姿で試合コスチュームにエプロンをつけている。あくまで当番組は料理番組であると説明し、料理シーンではレシピ、料理手順の解説を行う。
ハジメの上司・みやび
演 - 松野井雅
街中で出会うハジメの上司。才色兼備で男性社員に人気がある。毎回不思議なシチュエーションで出会うことになる。
ハジメの隣人
演 - 爪切男
エレベーター内などで会う怪しい隣人。実はみやびの兄。

## 音楽
オープニングテーマ
「1000％」tomodati
エンディングテーマ
「パルチザン」肉食パルチザン
挿入歌
「Faust（YODATARO into Dusk Remix）」 Have a Nice Day！
「おやすみめぐみちゃん」 GALAXIEDEAD
「かじりかけのパプリカ」うーちゃん（どついたるねん）

## スタッフ
- 脚本・監督 - カンパニー松尾
- 構成 - 辻井宏仁、カンパニー松尾
- 撮影 - カンパニー松尾、堀井修一
- 衣装 - いさこ、カンパニー松尾
- フードコーディネーター - 下条美緒
- 料理アシスタント - 赤池敏美
- 助監督 - 永井翔悟
- 制作 - 中村邦子
- 制作デスク - 美坂有子（オフィスクレッシェンド）
- キャスティング - 尾谷幸憲
- 企画協力 - 西秀進
- 協力 - ハマジム、岩淵弘樹
- 編集 - カンパニー松尾、太田正人
- エンディング演出 - 薗田賢次
- プロデューサー - 宇賀神敬行（テレビ東京）、佐藤徹也（オフィスクレッシェンド）
- 制作協力 - オフィスクレッシェンド
- 制作著作 - テレビ東京